# وینترتون، لینکلن‌شر
longitudeوینترتون، لینکلن‌شرlatitudeوینترتون، لینکلن‌شر
وینترتون، لینکلن‌شر (به انگلیسی: Winterton, Lincolnshire) یک شهرک در بریتانیا است که در انگلستان واقع شده‌است.

## خصوصیات
وینترتون ۴٬۷۲۹ نفر جمعیت دارد.